# 白川 (愛知県)
白川（しらかわ）は、愛知県東部の東三河地方の豊川市を流れる河川。

## 地理
水源は豊川市財賀町の財賀寺付近にあり、上流域で同市平尾町から流れる稲束川、中流域で諏訪川から分流する代田川、平尾町の駒場調整池を水源とする西古瀬川を合わせた後、同市御津町下佐脇で音羽川に合流、三河湾に注ぐ。全長約12kmのうち指定延長は稲束川合流点以降の8.7kmである。

## 流域の施設等
- 平尾カントリークラブ
- 豊川宝飯衛生組合 清掃工場
- ゆうあいの里
- 赤塚山公園
- 豊川市立中部中学校
- 松永寺 - 鳥居強右衛門生誕地
- 豊川市田郵便局
- TSUTAYA豊川市田店
- 豊川市立代田小学校
- 豊川市立代田中学校
- 野中公園
- 八幡駅
- 豊川市民病院
- イオンモール豊川
- 天狗缶詰白鳥工場
- 豊川市立桜町小学校
- 小田渕駅
- 豊川市消防署南分署

## 橋梁
- 門橋
- 向橋
- 穴河橋
- 小路橋（林道小路線）
- 栃ノ木橋
- 桑原橋
- 蕪橋
- 大松橋
- 立石橋
- 立石橋
- ハリマダ橋
- 前田橋
- 飛石橋（豊川市道平尾七ツ田井ノ間線）：以降指定区間
- 東名高速道路
- 八反田橋（豊川市道平尾下大坪天間線）
- 下大坪橋（豊川市道野口平尾線）
- 横根橋（豊川市道野口平尾線）
- 宮田橋（豊川市道市田割池宮田線）
- 天王橋（豊川市道市田中之島平尾下大坪線）
- 出口橋（豊川市道樽井市田線）
- 穂の国橋（豊川市道市田八幡線：旧・愛知県道31号）
- 市田橋（愛知県道31号東三河環状線）
- 下野橋（豊川市道市田下中野南野線）

- 赤早稲橋（豊川市道市田野口線）
- 新屋橋（豊川市道上宿樽井線）
- 朝殿橋（豊川市道諏訪西二丁目市田新屋前線）
- 白川橋（愛知県道5号国府馬場線）
- 名鉄豊川線
- 野路橋（豊川市道代田八幡線）
- 卯足橋（豊川市道篠束野口線）
- 念仏橋（豊川市道伊奈鳥川線）
- 馬渡橋（豊川市道桜町三丁目白鳥穴田線）
- 五六橋（国道1号）
- 五六橋（愛知県道496号白鳥豊橋線）
- 裏五六橋
- 名鉄名古屋本線
- 田畑橋
- 野川上橋（愛知県道373号金野豊川線）
- 野川下橋（愛知県道375号前芝国府停車場線）
- 国道23号豊橋バイパス
- 鐘鋳場橋：2000年改築の木橋。重量制限2.0t
- 東海道本線
- 新白川橋（愛知県道384号小坂井御津線）
- 立切橋：1934年竣工の白川立切を2017年に架替、改称
- 引通橋
- 都橋